# Гроссгейм Микола Альфонсович
Микóла Альфóнсович Гроссгéйм (нар. 24 листопада 1889 — 4 лютого 1938) — український ентомолог і фітопатолог, фахівець із захисту рослин. Молодший брат О. А. Гроссгейма.

## Біографія
Микола Альфонсович Гроссгейм народився в родині ветеринарного лікаря у селі Лихівка, Верхньодніпровського повіту Катеринославської губернії (нині селище міського типу П'ятихатського району Дніпропетровщини). Він закінчив агрономічний факультет Київський політехнічний інститут.
У 1913 році він побрався з Оленою Косьмінишною Свидерською. Вінчання відбувалося у Києво-Шулявській Маріє-Магдалинівській церкві.
1936 року Миколі Альфонсовичу присвоєно науковий ступінь доктора сільськогосподарських наук.
Після арешту директора Млієвської станції, знаного селекціонера В. Л. Симиренка (1933) у пресі здійнялася галаслива кампанія проти співробітників станції та їх, начебто, «антирадянській шкідницькій організації». Гроссгейма затаврувала як «підспівувача Симиренка». У 1937 році вченого заарештували і наступного року розстріляли.

## Наукова діяльність
Одним з перших наукових праць М. А. Гроссгейма стало дослідження люцернового довгоносика та його паразитів. Це було дорученням, яке привіз із відрядження до США полтавський ентомолог М. В. Курдюмов, котрий став там закордонним співробітником Вашингтонського ентомологічного бюро.
В 1918 році М. Гроссгейм став одним з організаторів Млієвської садово-городньої дослідної станції. На ній він обіймав посаду завідувача відділу ентомології. У його відділі працювало ще три ентомологи. Цей невеличкий колектив досліджував біологію комах — шкідників саду (казарки, білана жилкуватого, чохликових молей, щитівок, яблуневої молі.
23 січня 1921 року Микола Альфонсович брав участь у першому організаційному засіданні зоологічної секції Українського наукового товариства. Він також входив до складу комісії по захисту рослин від шкідників і хвороб Всесюзної академії сільськогосподарських наук ім. Леніна.
З 1930 року М. Гроссгейм очолив відділ захисту рослин Всесоюзного НДІ плодово-ягідних культур у Китаєвоі (передмістя Києва).
М. Гроссгейм описав низку історій масових розмножень комах, підкресливши несподіваність їх появ. При цьому він піддав гострій критиці існуючі тоді теорії динаміки популяцій комах і рекомендував використовувати періодичність для прогнозування чергових спалахів чисельності.
Результати копіткої праці Гроссгейма щодо уражуваності різних сортів плодових дерев комахами широко використовував М. І. Вавілов. Видатний генетик і селекціонер високо оцінив ретельність досліджень Миколи Альфонсовича.

## Наукові праці
- К биологии люцернового слоника (Hiytonomus murinus F.) и его паразитов // Энтомологический вестник,1914, 2 (1): 5–25.
- Краткое наставление к приготовлению главнейших веществ, употребляющихся при борьбе с вредными насекомыми и грибними болезнями растений. — Полтава: Тип. Д. Н. Подземского, 1917. — 23 с.
- Предварительный список насекомых, вредящих садовым культурам в районе Млеевской Опытной станции за годы 1923—1927. — Труды Млеевской садово-огородной опытной станции [далі МСООС], : Изд. НКЗ УССР, вып. 5. (В соавторстве с В. Л. Пятаковой).
- К познанию личинок Rhynchites Schneider // Защита растений от вредителей, 1925, 2(2): 76–78.
- Отряхивание как метод учёта плодовых слоников и примеры его применения // Захист рослин, 1928/1928, с. 149—155.
- Материалы к изучению клубеньковых долгоносиков (Sitona Germ.) // Труды МСООС, Млеев: Изд. НКЗ УССР, 1928. Вып. 17, с. 3–57.
- Казарка (Rhynchites Bacchus L). Труды МСООС, вып. 10. — Млеев: Изд. НКЗ УССР, 1928. — 143 с.
- Программа Энтомологического Отдела Млеевской Опытной Станции. Труды МСООС, вып. 7. — Млеев: Изд. НКЗ УССР, 1928. — 15 с.
- Ловчие пояса на плодовых деревьях. Труды МСООС, вып. 24. — Млеев: Изд. НКЗ УССР, 1929. — 80 с.
- О массовых появлениях вредителей. –Млеев: Изд. НКЗ УССР, 1930. — 26 с.
- Садові шкідники. Издание 2-е. Издательство: Харків: Держсільгоспвидав: 1931.– 112 с. г.
- Повреждаемость плодовых деревьев в зависимости от сорта. В: сб. ст. по защите плодовых насаждений от вредителей и болезней. Х.–К., 1934. Вып. 20.
- Боротьба з шкідниками плодових і ягідних культур. — Київ–Харків: Державне видавництво колгоспної та радгоспної літератури УСРР, 1936. — https://www.twirpx.com/file/1439473/
- Біологічні методи боротьби з шкідниками // Сад та огород, 1936, 10: 8–14.
- Захистити врожай садів від плодожерки // Сад та огород, 1937. № 7.